# Iso Liitonjärvi
Iso Liitonjärvi är en sjö i Finland. Den ligger i kommunen Pihtipudas i landskapet Mellersta Finland, i den centrala delen av landet, 400 km norr om huvudstaden Helsingfors. Iso Liitonjärvi ligger 154,1 meter över havet. Den är 1,7 meter djup. Arean är 3,43 kvadratkilometer och strandlinjen är 9,85 kilometer lång. Sjön  ingår i Kymmene älvs huvudavrinningsområde.   I omgivningarna runt Iso Liitonjärvi växer i huvudsak blandskog. Den sträcker sig 2,5 kilometer i nord-sydlig riktning, och 2,7 kilometer i öst-västlig riktning.